# Liste des cardinaux créés par Urbain VI
Au cours de son pontificat, le pape Urbain VI (1378-1389) a créé 42 cardinaux dans 6 consistoires.

## 18 septembre 1378
- Tommaso da Frignano O.F.M.
- Pietro Pileo di Prata
- Francesco Moricotti Prignani Butillo
- Luca Rodolfucci de Gentili
- Andrea Bontempi Martini
- Bonaventura Badoaro de Peraga O.E.S.A.
- Niccolò Caracciolo Moschino O.P.
- Filippo Carafa della Serra
- Galeotto Tarlati de Petramala
- Giovanni d'Amelia
- Filippo Ruffini O.P.
- Poncello Orsini
- Bartolomeo Mezzavacca
- Ranulphe de Selve (1351-1382)
- Gentile di Sangro
- Philippe d'Alençon de Valois
- Jan Očko z Vlašimi
- Guglielmo Sanseverino
- Eleazario da Sabrano
- Dömötör
- Agapito Colonna
- Ludovico di Capua
- Stefano Colonna
- Giovanni Fieschi

## 21 décembre 1381
- Adam Easton O.S.B.
- Ludovico Donato O.F.M.
- Bartolomeo da Cogorno O.F.M.
- Francesco Renzio
- Landolfo Maramaldo
- Pietro Tomacelli, futur pape Boniface IX

## 1382 à 1385
Les dates des 3 consistoires ne sont pas connues.
- Marino Giudice

- Tommaso Orsini

- Guglielmo di Capua

## 17 décembre 1384
- Bálint Alsáni
- Angelo Acciaioli
- Francesco Carbone O.Cist.
- Marino Bulcani
- Rinaldo Brancaccio
- Francesco Castagnola
- Ludovico Fieschi
- Stefano Palosio
- Angelo d'Anna de Sommariva